# Valentyin Kozmics Ivanov
Valentyin Kozmics Ivanov (oroszul: Валентин Козьмич Иванов; Moszkva, 1934. november 19. – Moszkva, 2011. november 8.) szovjet (orosz) labdarúgócsatár, edző. Felesége az olimpiai bajnok szovjet tornásznő Ligyija Ivanova, fiuk a labdarúgó-játékvezető Valentyin Valentyinovics Ivanov.
A szovjet válogatott tagjaként részt vett az 1956. évi nyári olimpiai játékokon, az 1958-as és az 1962-es labdarúgó-világbajnokságon, illetve az 1960-as és az 1964-es labdarúgó-Európa-bajnokságon. 1956-ban és 1960-ban tornagyőzelemmel térhettek haza, Ivanov ráadásul 1960-ban és 1962-ben is gólkirály lett, igaz, mindkétszer holtversenyben.

## Pályafutása

### Klubcsapatban
Klubpályafutása nagy részét a Torpedo Moszkva csapatánál töltötte , a szovjet bajnokságban 286 meccsen 124 gólt szerzett, ami minden idők 9. legjobb rekordja.

### A válogatottban

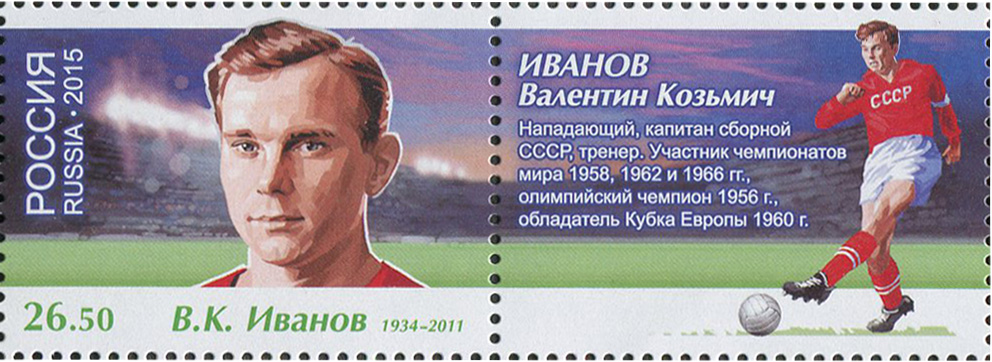
Ivanov egy 2016-os orosz bélyegen

Ivanov 59 alkalommal szerepelt a szovjet válogatottban, és 26 gólt szerzett. A szovjet labdarúgásban ő minden idők harmadik legjobb góllövője; Oleh Blohin és Oleh Protaszov mögött. A valaha volt egyik legjobb orosz játékos: a robbanékonyságáról, a cselezési képességéről és a kiváló technikájáról ismert.
Az 1958-as világbajnokságon 1 gólt szerzett. Az 1960-as Európai Nemzetek Kupájának gólkirálya volt. Az 1962-es világbajnokságon szerzett négy gólja után öt másik játékossal együtt a torna gólkirályává választották.

### Edzőként
Közvetlenül az aktív labdarúgó pályafutása után a Torpedo Moszkva vezetőedzője lett, amelyet két kisebb megszakítással az 1970-es évek elején és végén irányított. 1992–93-as idényben pályafutása egyetlen Moszkván kívüli szakaszát a marokkói Raja Casablancánál folytatta. 1993-ban visszatért szülővárosába, az Aszmaral Moszkvához, majd utoljára 1994–1996-ban és 1998-ban újra a Torpedo edzője lett. 2003-ban a másik moszkvai együttest vezette, a Torpedo-Metallurg stábjához csatlakozott.

## Statisztika

### A válogatottban
| Szovjetunió | Szovjetunió | Szovjetunió |
| Év          | Mérk.       | Gól         |
| ----------- | ----------- | ----------- |
| 1955        | 1           | 1           |
| 1956        | 8           | 5           |
| 1957        | 5           | 1           |
| 1958        | 8           | 3           |
| 1959        | 3           | 1           |
| 1960        | 4           | 4           |
| 1961        | 7           | 0           |
| 1962        | 7           | 5           |
| 1963        | 5           | 1           |
| 1964        | 6           | 2           |
| 1965        | 5           | 3           |
| Összesen    | 59          | 26          |

## Sikerei, díjai

### Klubcsapattal
Torpedó Moszkva
- Szovjet bajnokság (2):1960, 1965
- Szovjet labdarúgókupa (2): 1959–60, 1967–68

### A válogatottal
Szovjetunió
- Olimpiai arany: Melbourne 1956
- Európa-bajnokság: 1960

### Egyéni
- A labdarúgó-világbajnokság gólkirálya: 1962
- A labdarúgó Európa-bajnokság gólkirálya: 1960

### Edzőként
Torpedó Moszkva
- Szovjet bajnokság: 1976
- Szovjet kupagyőztes (2): 1967–68, 1985–86

## Magánélete
Ivanov feleségül vette Ligyija Ivanova tornásznőt, aki 1956-ban és 1960-ban olimpiai bajnok lett. Fiuk, Valentyin Valentyinovics Ivanov, egykori nemzetközi labdarúgó-játékvezető, a lányuk,  a lánya a Bolsoj Színház balettegyüttesének szólistája, Olga Ivanova (Starikova).

## Halála
Ivanov 2011. november 8-án, nem sokkal a 77. születésnapja előtt hunyt el, miután hosszú ideig küzdött az Alzheimer-kórral.

## Fordítás
- Ez a szócikk részben vagy egészben  a   Valentin Ivanov (footballer, born 1934) című angol Wikipédia-szócikk ezen változatának fordításán alapul.  Az eredeti cikk szerkesztőit annak laptörténete sorolja fel. Ez a jelzés csupán a megfogalmazás eredetét és a szerzői jogokat jelzi, nem szolgál a cikkben szereplő információk forrásmegjelöléseként.